# Ciboule
Die Ciboule ist ein Fluss in Frankreich, der im Département Vendée in der Region Pays de la Loire verläuft. Sie entspringt im Gemeindegebiet von La Boissière-des-Landes, entwässert generell Richtung Nordwest bis West und mündet nach rund 29 Kilometern im Gemeindegebiet von Saint-Mathurin als linker Nebenfluss in die Auzance.

## Orte am Fluss
(in Fließreihenfolge)
- Le Girouard
- Le Logis de la Grassière, Gemeinde Saint-Mathurin